# 한국건설기술인협회
한국건설기술인협회는 건설기술인의 품위유지 및 복리증진, 건설공사의 견실시공과 품질관리 향상 등을 통하여 국가건설기술 진흥 및 발전에 기여할 목적으로 1985년 5월 설립됐다. 서울특별시 강남구 논현2동 238-5에 위치하고 있다.

## 설립 근거
- 건설기술 진흥법[2]

## 고유업무 (정관 제5조)
- 건설기술자의 품위유지 및 자질향상을 위한 업무
- 건설기술자의 복리증진 및 권익옹호를 위한 업무
- 건설기술자의 관리 및 자질향상을 위한 연구업무
- 협회의 홍보 및 간행물 발행.

## 정부수탁업무 (건기법 제39조 제2항)
- 건설기술자의 경력신고사항의 접수
- 건설기술경력증 발급 및 기록사항의 유지관리
- 건설기술자의 경력확인

## 같이 보기
- 국토교통부
- 대한건설협회
- 대한전문건설협회
- 해외건설협회
- 건설워커
- 한국건설기술연구원